# Nagroda Pulitzera w dziedzinie beletrystyki
Nagroda Pulitzera w dziedzinie beletrystyki (prozy) (oryg. ang. Pulitzer Prize for Fiction) – jedna z kategorii Nagrody Pulitzera, przyznawana za wybitne osiągnięcia w dziedzinie literatury pięknej. Pierwszą nagrodę przyznano w 1918 roku. Do 1948 roku kategoria dotyczyła jedynie powieści. Z początku nagrodę przyznawano powieściom, które „najlepiej przedstawią zdrową tkankę amerykańskiego życia”.
W 1926 roku Sinclair Lewis odmówił przyjęcia nagrody za powieść Arrowsmith, podważając kryteria wyboru książek. Tłumaczył, iż dzieła są oceniane nie na podstawie faktycznych wartości literackich, a na podstawie dostosowania do oczekiwanego tematu. Jego decyzja odbiła się szerokim echem w prasie. W 1958, 1963 i 1981 roku nagrodę przyznano pośmiertnie.

## Lista nagrodzonych

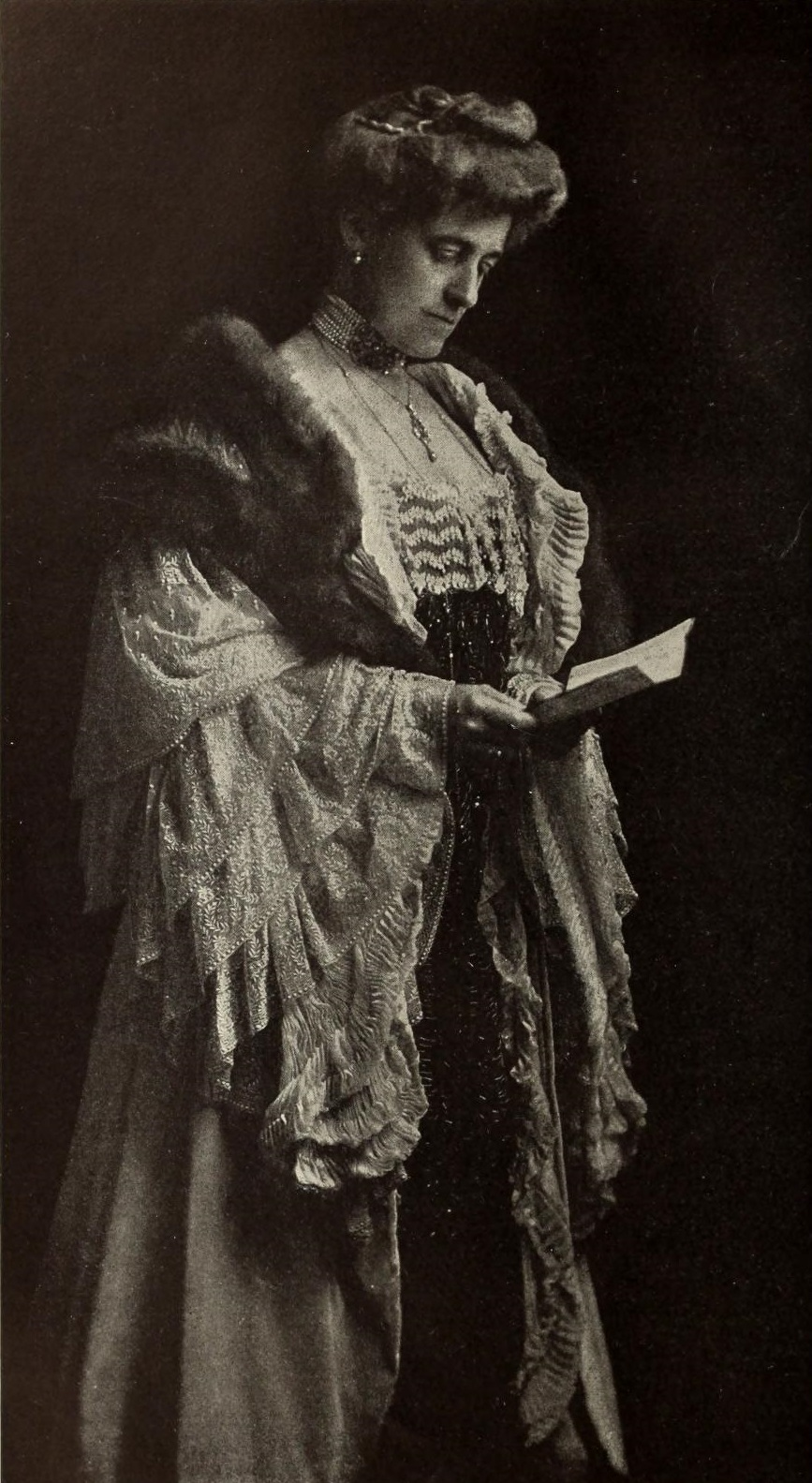
Edith Wharton, laureatka w 1921 roku

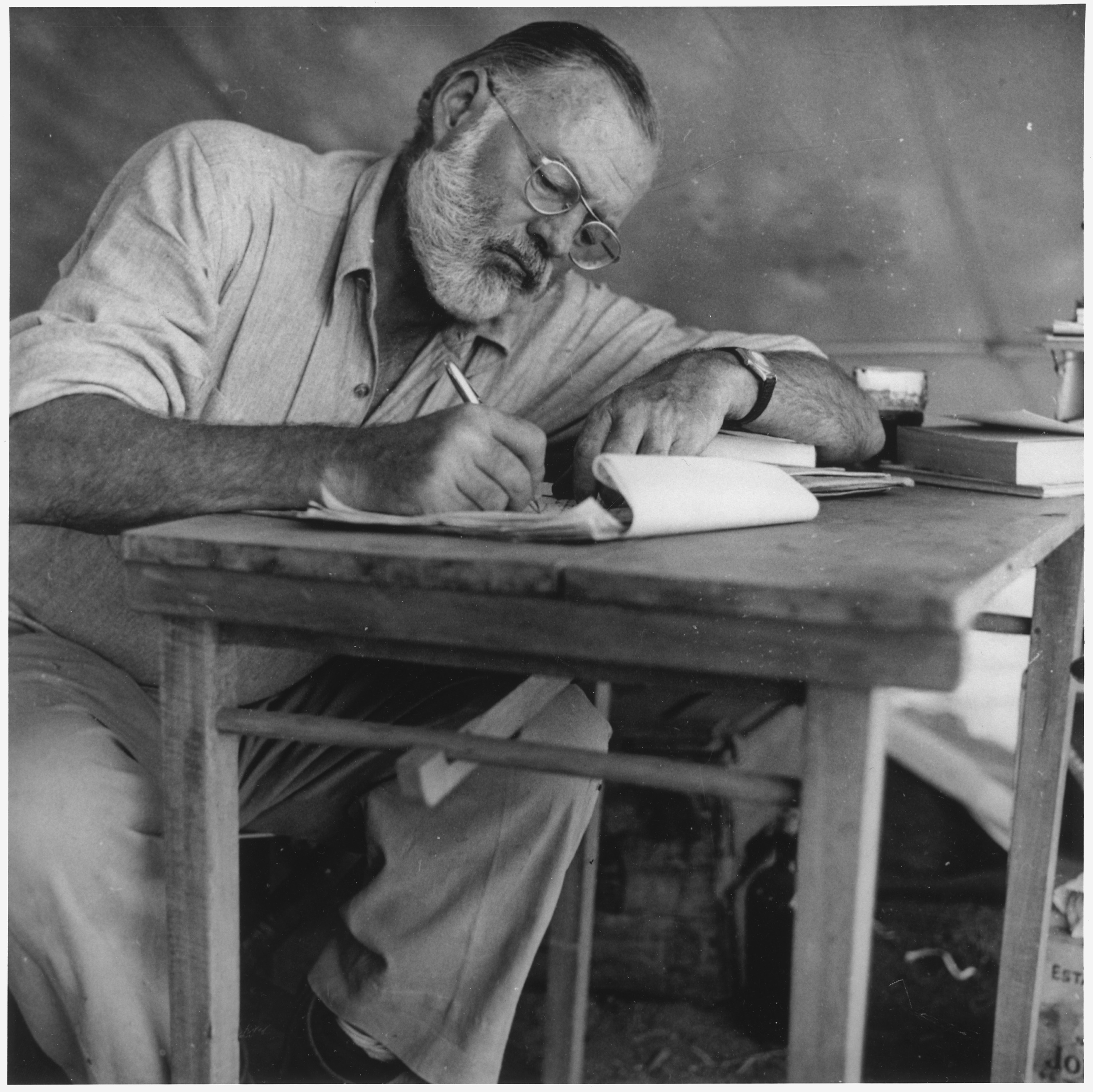
Ernest Hemingway, laureat w 1953 roku

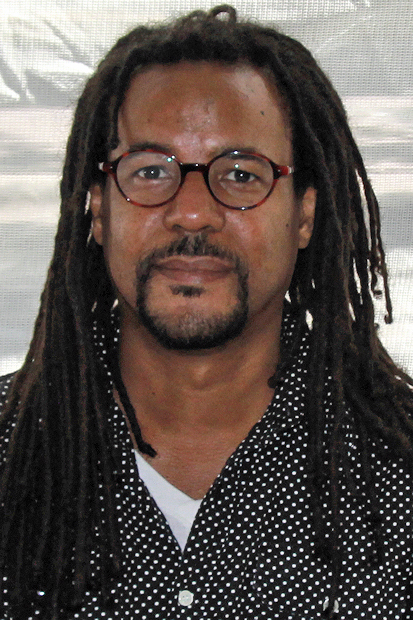
Colson Whitehead, dwukrotny laureat (2017, 2020)

2. dekada XX wieku:
| Data | Autor                 | Tytuł                     |
| ---- | --------------------- | ------------------------- |
| 1917 | nagrody nie przyznano |                           |
| 1918 | Ernest Poole          | His Family                |
| 1919 | Booth Tarkington      | The Magnificent Ambersons |
| 1920 | nagrody nie przyznano |                           |

Lata dwudzieste:
| Data | Autor            | Tytuł                                          |
| ---- | ---------------- | ---------------------------------------------- |
| 1921 | Edith Wharton    | Wiek niewinności (The Age of Innocence)        |
| 1922 | Booth Tarkington | Alice Adams                                    |
| 1923 | Willa Cather     | One of ours                                    |
| 1924 | Margaret Wilson  | The Able McLaughlins                           |
| 1925 | Edna Ferber      | So Big                                         |
| 1926 | Sinclair Lewis   | Arrowsmith (Arrowsmith)                        |
| 1927 | Louis Bromfield  | Early Autumn: A Story of a Lady                |
| 1928 | Thornton Wilder  | Most San Luis Rey (The Bridge of San Luis Rey) |
| 1929 | Julia Peterkin   | Scarlet Sister Mary                            |
| 1930 | Oliver La Farge  | Laughing Boy                                   |

Lata trzydzieste:
| Data | Autor                     | Tytuł                                                  |
| ---- | ------------------------- | ------------------------------------------------------ |
| 1931 | Margaret Ayer Barnes      | Years of Grace                                         |
| 1932 | Pearl S. Buck             | Łaskawa ziemia (The Good Earth)                        |
| 1933 | T.S. Stribling            | The Store                                              |
| 1934 | Caroline Miller           | Lamb in His Bosom                                      |
| 1935 | Josephine Winslow Johnson | Now in November                                        |
| 1936 | H.L. Davis                | Honey in the Horn                                      |
| 1937 | Margaret Mitchell         | Przeminęło z wiatrem (Gone with the Wind)              |
| 1938 | J.P. Marquand             | The Late George Apley: A Novel in the Form of a Memoir |
| 1939 | Marjorie Kinnan Rawlings  | Roczniak (The Yearling)                                |
| 1940 | John Steinbeck            | Grona gniewu (The Grapes of Wrath)                     |

Lata czterdzieste:
| Data | Autor                 | Tytuł                           |
| ---- | --------------------- | ------------------------------- |
| 1941 | nagrody nie przyznano |                                 |
| 1942 | Ellen Glasgow         | In This Our Life                |
| 1943 | Upton Sinclair        | Dragon’s Teeth                  |
| 1944 | Martin Flavin         | Journey in the Dark             |
| 1945 | John Hersey           | A Bell for Adano                |
| 1946 | nagrody nie przyznano |                                 |
| 1947 | Robert Penn Warren    | Gubernator (All the King’s Men) |
| 1948 | James Michener        | Tales of the South Pacific      |
| 1949 | James Gould Cozzens   | Guard of Honor                  |
| 1950 | A.B. Guthrie Jr.      | The Way West                    |

Lata pięćdziesiąte:
| Data | Autor                 | Tytuł                                                           |
| ---- | --------------------- | --------------------------------------------------------------- |
| 1951 | Conrad Richter        | The Town                                                        |
| 1952 | Herman Wouk           | Bunt na okręcie (The Caine Mutiny)                              |
| 1953 | Ernest Hemingway      | Stary człowiek i morze (The Old Man and the Sea)                |
| 1954 | nagrody nie przyznano |                                                                 |
| 1955 | William Faulkner      | Przypowieść (A Fable)                                           |
| 1956 | MacKinlay Kantor      | Andersonville                                                   |
| 1957 | nagrody nie przyznano |                                                                 |
| 1958 | James Agee            | A Death in the Family                                           |
| 1959 | Robert Lewis Taylor   | Podróże Jaimiego McPheetersa (The Travels of Jaimie McPheeters) |
| 1960 | Allen Drury           | Advise and Consent                                              |

Lata sześćdziesiąte:
| Data | Autor                 | Tytuł                                                 |
| ---- | --------------------- | ----------------------------------------------------- |
| 1961 | Harper Lee            | Zabić drozda (To Kill a Mockingbird)                  |
| 1962 | Edwin O’Connor        | Oścień smutku (The Edge of Sadness)                   |
| 1963 | William Faulkner      | Koniokrady (The Reivers)                              |
| 1964 | nagrody nie przyznano |                                                       |
| 1965 | Shirley Ann Grau      | The Keepers of the House                              |
| 1966 | Katherine Anne Porter | The Collected Stories of Katherine Anne Porter        |
| 1967 | Bernard Malamud       | Fachman (The Fixer)                                   |
| 1968 | William Styron        | Wyznania Nata Turnera (The Confessions of Nat Turner) |
| 1969 | N. Scott Momaday      | Dom utkany ze świtu (House Made of Dawn)              |
| 1970 | Jean Stafford         | The Collected Stories of Jean Stafford                |

Lata siedemdziesiąte:
| Data | Autor                 | Tytuł                               |
| ---- | --------------------- | ----------------------------------- |
| 1971 | nagrody nie przyznano |                                     |
| 1972 | Wallace Stegner       | Angle of Repose                     |
| 1973 | Eudora Welty          | The Optimist's Daughter             |
| 1974 | nagrody nie przyznano |                                     |
| 1975 | Michael Shaara        | The Killer Angels                   |
| 1976 | Saul Bellow           | Dar Humboldta (Humboldt's Gift)     |
| 1977 | nagrody nie przyznano |                                     |
| 1978 | James Alan McPherson  | Elbow Room                          |
| 1979 | John Cheever          | The Stories of John Cheever         |
| 1980 | Norman Mailer         | Pieśń kata (The Executioner's Song) |

Lata osiemdziesiąte:
| Data | Autor              | Tytuł                                                               |
| ---- | ------------------ | ------------------------------------------------------------------- |
| 1981 | John Kennedy Toole | Sprzysiężenie osłów (A Confederacy of Dunces)                       |
| 1982 | John Updike        | Jesteś bogaty, Króliku (Rabbit Is Rich)                             |
| 1983 | Alice Walker       | Kolor purpury (The Color Purple)                                    |
| 1984 | William Kennedy    | Chwasty (Ironweed)                                                  |
| 1985 | Alison Lurie       | Sprawy zagraniczne (Foreign Affairs)                                |
| 1986 | Larry McMurtry     | Na południe od Brazos (Lonesome Dove)                               |
| 1987 | Peter Taylor       | A Summons to Memphis                                                |
| 1988 | Toni Morrison      | Umiłowana (Beloved)                                                 |
| 1989 | Anne Tyler         | Lekcje oddychania (Breathing Lessons)                               |
| 1990 | Oscar Hijuelos     | Mambo Kings śpiewają o miłości (The Mambo Kings Play Songs of Love) |

Lata dziewięćdziesiąte:
| Data | Autor              | Tytuł                                                                                                  |
| ---- | ------------------ | --- |
| 1991 | John Updike        | Królik odpoczywa (Rabbit at Rest)                                                                      |
| 1992 | Jane Smiley        | Tysiąc akrów (A Thousand Acres)                                                                        |
| 1993 | Robert Olen Butler | A Good Scent from a Strange Mountain: Stories                                                          |
| 1994 | Annie Proulx       | Kroniki portowe (The Shipping News)                                                                    |
| 1995 | Carol Shields      | Kronika ryta w kamieniu (The Stone Diaries)                                                            |
| 1996 | Richard Ford       | Independence Day                                                                                       |
| 1997 | Steven Millhauser  | Martin Dressler: opowieść o amerykańskim marzycielu (Martin Dressler: The Tale of an American Dreamer) |
| 1998 | Philip Roth        | Amerykańska sielanka (American Pastoral)                                                               |
| 1999 | Michael Cunningham | Godziny (The Hours)                                                                                    |
| 2000 | Jhumpa Lahiri      | Tłumacz chorób (Interpreter of Maladies)                                                               |

1. dekada XXI wieku:
| Data | Autor              | Tytuł                                                                              |
| ---- | ------------------ | ---------------------------------------------------------------------------------- |
| 2001 | Michael Chabon     | Niesamowite przygody Kavaliera i Claya (The Amazing Adventures of Kavalier & Clay) |
| 2002 | Richard Russo      | Koniec Empire Falls (Empire Falls)                                                 |
| 2003 | Jeffrey Eugenides  | Middlesex (Middlesex)                                                              |
| 2004 | Edward P. Jones    | Znany świat (The Known World)                                                      |
| 2005 | Marilynne Robinson | Gilead                                                                             |
| 2006 | Geraldine Brooks   | March (March)                                                                      |
| 2007 | Cormac McCarthy    | Droga (The Road)                                                                   |
| 2008 | Junot Díaz         | Krótki i niezwykły żywot Oscara Wao (The Brief Wondrous Life of Oscar Wao)         |
| 2009 | Elizabeth Strout   | Okruchy codzienności (Olive Kitteridge)                                            |
| 2010 | Paul Harding       | Majsterka (Tinkers)                                                                |

2. dekada XXI wieku:
| Data | Autor                 | Tytuł                                                           |
| ---- | --------------------- | --------------------------------------------------------------- |
| 2011 | Jennifer Egan         | Zanim dopadnie nas czas (A Visit from the Goon Squad)           |
| 2012 | nagrody nie przyznano |                                                                 |
| 2013 | Adam Johnson          | Syn zarządcy sierocińca (The Orphan Master’s Son)               |
| 2014 | Donna Tartt           | Szczygieł (The Goldfinch)                                       |
| 2015 | Anthony Doerr         | Światło, którego nie widać (All the Light We Cannot See)        |
| 2016 | Viet Thanh Nguyen     | Sympatyk (The Sympathizer)                                      |
| 2017 | Colson Whitehead      | Kolej podziemna. Czarna krew Ameryki (The Underground Railroad) |
| 2018 | Andrew Sean Greer     | Marny (Less)                                                    |
| 2019 | Richard Powers        | Listowieść (The Overstory)                                      |
| 2020 | Colson Whitehead      | Miedziaki (The Nickel Boys)                                     |

Źródło.
3. dekada XXI wieku:
| Data | Autor               | Tytuł                              |
| ---- | ------------------- | ---------------------------------- |
| 2021 | Louise Erdrich      | The Night Watchman                 |
| 2022 | Joshua Cohen        | Rodzina Netanjahu (The Netanyahus) |
| 2023 | Hernan Diaz         | Zaufanie (Trust)                   |
| 2023 | Barbara Kingsolver  | Demon Copperhead                   |
| 2024 | Jayne Anne Phillips | Night Watch                        |
| 2025 | Percival Everett    | James                              |